# Hermann z Lippe
Hermann z Lippe († před 1123) byl pánem z Lippe a je prvním nejstarším známým předkem nizozemského krále Viléma-Alexandra.

## Život
O jeho životě ani rodině máme jen málo informací. Je považován za otce bratrů Bernarda a Hermana. o jejich matce není známo nic. Hermann pravděpodobně zemřel před rokem 1123, jelikož je zmíněn jeho syn Bernard jako pán z Lippe. Lze předpokládat že pocházel z rodu hrabat z Werlu.